# Berberidopsidaceae
Berberidopsidaceae je čeleď vyšších dvouděložných rostlin z řádu Berberidopsidales. Jsou to liány se střídavými jednoduchými listy a drobnými pravidelnými květy. Plodem je bobule. Čeleď má jen 3 zástupce ve 2 rodech, rostoucí v Chile a ve východní Austrálii.

## Popis
Berberidopsidaceae jsou liány se střídavými jednoduchými listy bez palistů. Čepel listů je celokrajná nebo ostnitě zubatá, zpravidla se zpeřenou žilnatinou. Květy jsou pravidelné, drobné, jednotlivé nebo v úžlabních či vrcholových květenstvích. Okvětí postupně přechází od kalichu ke koruně, v počtu 12 (9 až 15) lístků nebo je rozlišené na kalich a korunu. Tyčinek je u různých zástupců různý počet, od 5 po mnoho, a jsou volné. Semeník je svrchní, srostlý ze 3 plodolistů, s jedinou komůrkou a mnoha vajíčky. Plodem je mnohasemenná bobule.

## Rozšíření
Čeleď je omezena na poměrně malé areály. Druh Berberidopsis corallina roste v Chile, Berberidopsis beckleri a Streptothamnus moorei ve východní Austrálii.

## Taxonomie
V minulosti byla čeleď Berberidopsidaceae řazena do řádu Violales (Dahlgren, Tachtadžjan). Cronquist řadil oba rody do dnes již zrušené čeledi Flacourtiaceae. V systému APG I i APG II jsou Berberidopsidaceae ponechány nezařazené ve skupině Core Eudicots. Řád Berberidopsidales se objevuje až v aktualizaci systému APG III z roku 2009.

## Přehled rodů
Berberidopsis, Streptothamnus